# Tvornica Automobila Sarajevo
Tvornica Automobila Sarajevo, afgekort TAS, was een Joegoslavische autofabrikant.

## Geschiedenis
UNIS (Udruzena Metalna Industrija Sarajevo) ontstond in 1967 uit vier defensiebedrijven. Een daarvan was Pretis, dat in licentie van NSU tweewielers en vanaf 1964 de NSU Prinz 1200 produceerde. In 1972 richtten UNIS en Volkswagen AG de onderneming Tvornica Automobila Sarajevo op voor de productie van auto's. De standplaats was in Vogošća bij Sarajevo. De merknaam van de auto's luidde TAS. In 1992 eindigde de productie wegens de Bosnische Burgeroorlog. In totaal zijn meer dan 300.000 auto's geproduceerd. In 1998 vestigde Volkswagen op dezelfde plaats de nieuwe onderneming Volkswagen Sarajevo.

## Auto's
Eerst werd de VW Kever gebouwd met de aanduidingen 1200 J en 1300 J. In 1976 werden de VW Golf I en later de Jetta I aan het assortiment toegevoegd, naar keuze met 1100 cm³ en 1300 cm³ benzinemotoren, in 1985 respectievelijk 1986 gevolgd door de vernieuwde uitvoeringen VW Golf II en de VW Jetta II. De Golf en Jetta droegen het VW-embleem en de letters TAS op de grille.
Bekend werd TAS, waarin VW een aandeel van 49 procent had, door de productie van de VW Caddy, een pick-up-variant van de VW Golf. De complete voorzijde kwam overeen met de Golf I. De Caddy was zowel met benzine- als dieselmotor leverbaar, optioneel met huif of polyester opbouw boven de laadruimte. Dit model werd uitsluitend in Joegoslavië voor het Europese verkoopnetwerk van VW geproduceerd. Meer dan 10.000 Caddy's werden jaarlijks naar West-Europa geëxporteerd, als tegenprestatie ontving TAS onderdelen voor de productie van de Golf en Jetta. In 1984 produceerde TAS in totaal 27.700 personen- en bedrijfswagens.

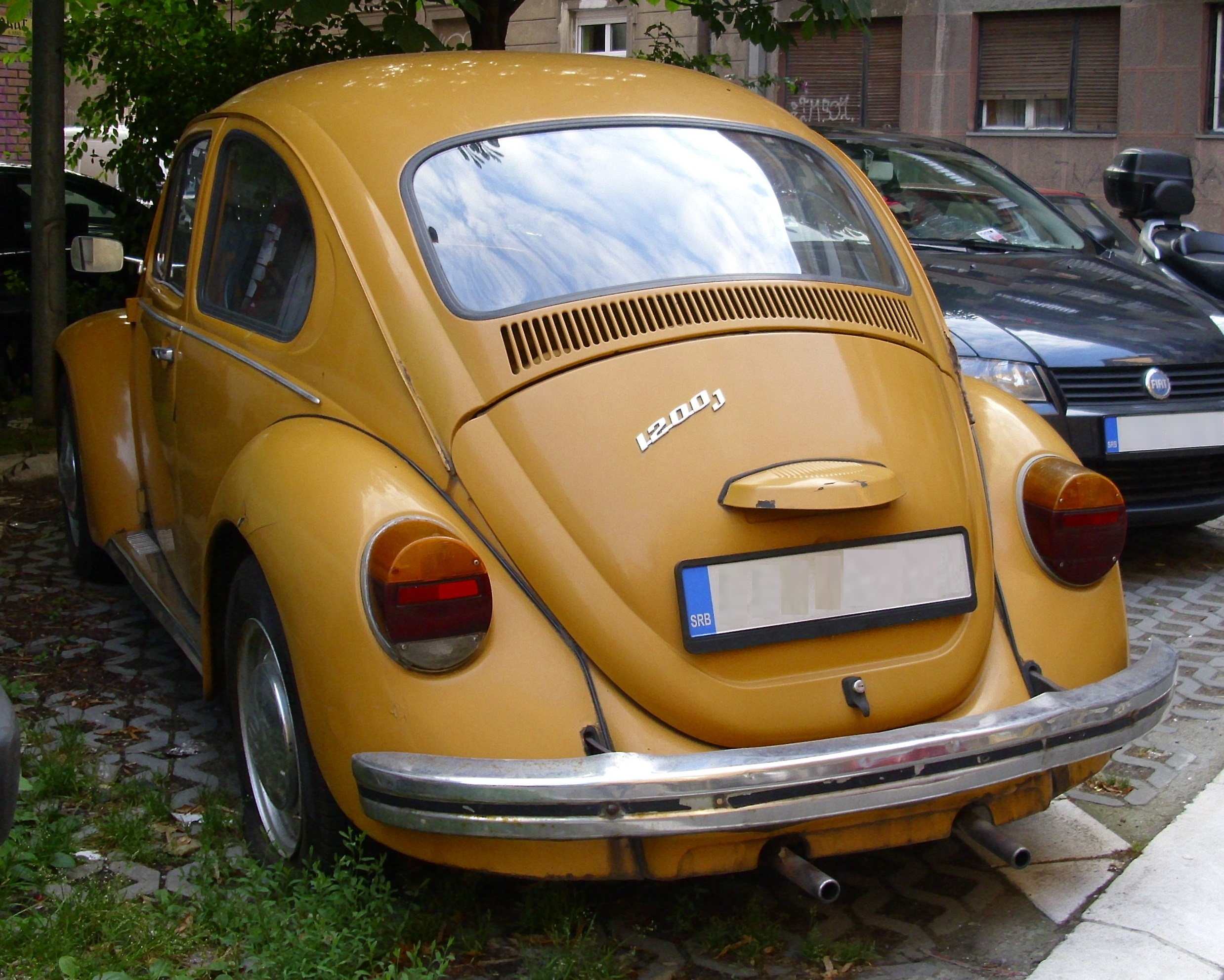
Door TAS geproduceerde VW Kever 1200 J
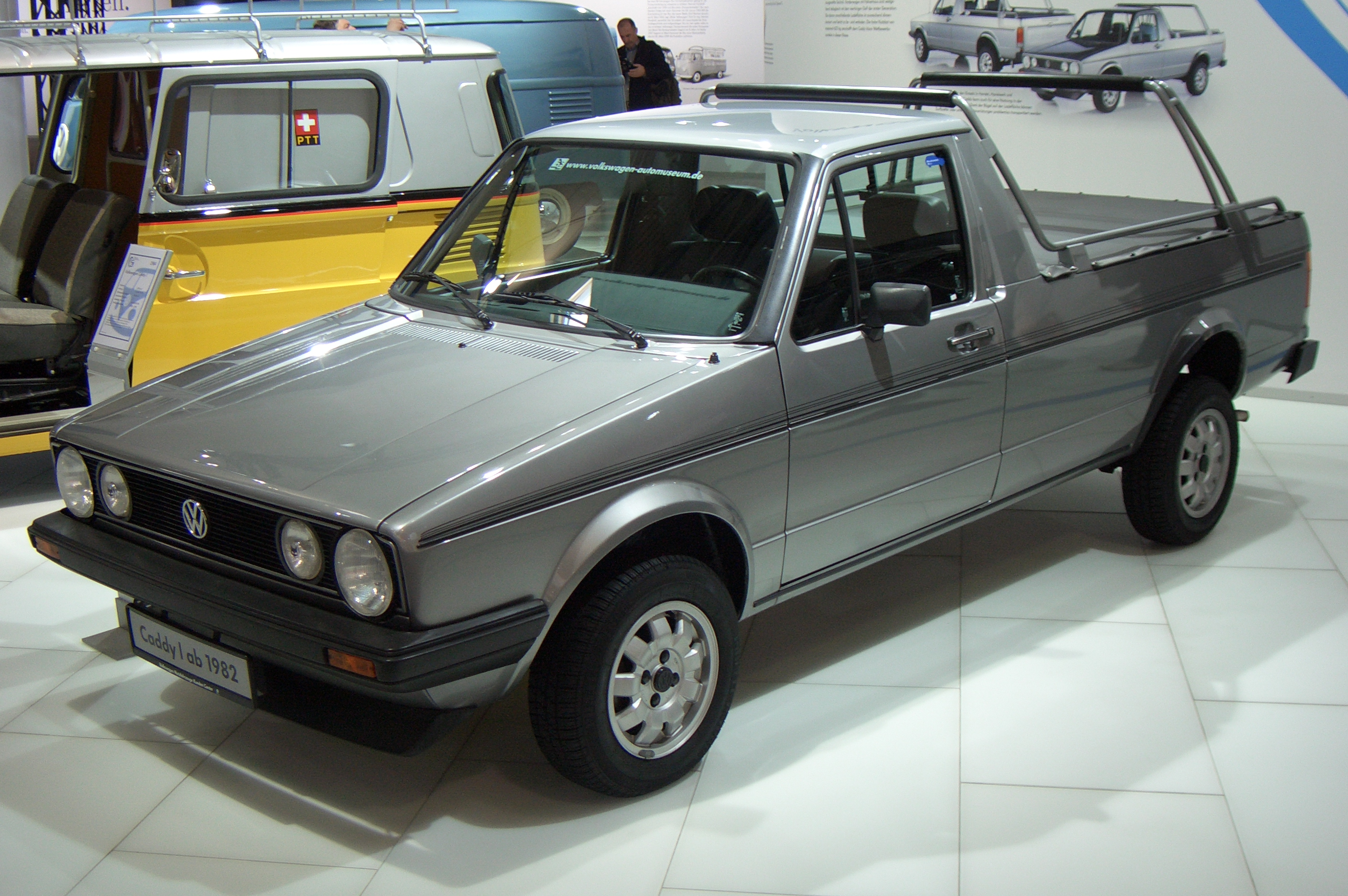
Door TAS geproduceerde VW Caddy
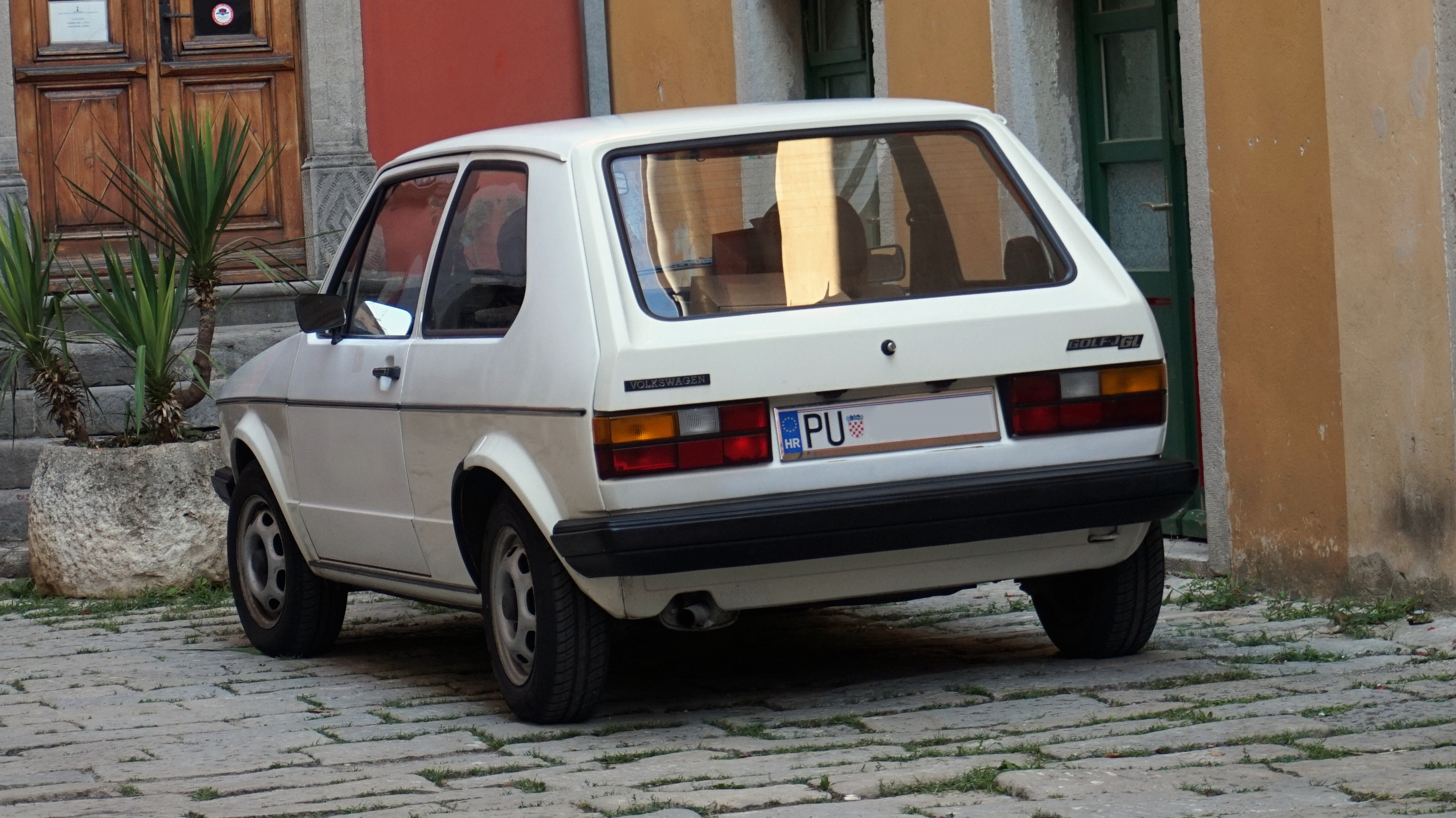
Door TAS geproduceerde VW Golf I

Cimos · IMV · Litostroj · Pretis · TAS · Tomos · Yugo · Zastava